# Wannabe in L.A.
«Wannabe in L.A.» (в пер. с англ. Хочется в Лос-Анджелес) — песня американской рок-группы Eagles of Death Metal, выпущенная в качестве сингла  к третьему студийному альбому коллектива Heart On.

## Информация о песне
Джесси Хьюз в интервью Antiquiet.com рассказал о причинах, сподвигнувших его к написанию композиции:
Чувак, слушай. Я чертовски везучий деревенщина на всей Земле, потому как я прямо сейчас в турне с группой [Eagles of Death Metal], с этой шайкой бандитов. [Джо] Кастильо… он одна из тех грёбаных причин, почему я написал «Wannabe in L.A.», чувак. «Wannabe in L.A.» — это ирония моей жизни. Я пришёл к этому [выводу] благодаря грёбаной среде, сформированной человеком, Голливуду, но я был в состоянии найти и лучшие примеры [из жизни]: дружбу, честность, правду… Я мог найти это в семьях друзей, которые смотрят на меня с высока, или и с того, что я когда-либо испытывал в своей жизни. Это дерьмо бывает не каждый день, и ты будешь полным мудаком, если проигнорируешь это.
Оригинальный текст (англ.)Dude, listen. I’m the fuckin luckiest hillbilly on the face of the Earth to be in this touring band right now, with this cast of criminals. [Joey] Castillo… he’s one of the fuckin reasons I wrote Wannabe In L.A., dude. Cause L.A. is the great irony of my life. How it is that I came to the phoniest fucking environment ever made by man, Hollywood, and was able to find the best examples of friendship, integrity, truth… I was able to find role models and a family of friends who’ve looked out for me above and beyond anything I’ve ever experienced in my life. That shit doesn’t happen everyday, and you’d be an asshole to miss that.
Хьюз также упоминал о Алене Йоханнесе и Наташе Шнайдер, сессионных участниках Eagles of Death Metal: «Ален и Наташа всегда приводят меня к мысли, что я действительно хочу быть в Лос-Анджелесе».
Видеоклип к песне первоначально был размещён на станице группы в MySpace. Видео было снято Лиамом Линчем и выполнено в стиле пин-арт с использованием CGI-технологии, подобно клипу «Only» группы Nine Inch Nails. Существует и альтернативная версия клипа, также снятая Линчем.
«Wannabe in L.A.» была использована в проморолике компьютерной игры Midnight Club: Los Angeles, ещё до полноценного релиза трека. Кроме того, песня присутствует в играх Colin McRae: DiRT 2, MLB 09: The Show, Shaun White Skateboarding и Guitar Hero 5.

## Список композиций
| №  | Название          | Автор(ы)    | Длительность |
| -- | ----------------- | ----------- | ------------ |
| 1. | «Wannabe in L.A.» | Джесси Хьюз | 2:15         |

## Участники записи
- Джесси Хьюз — основной вокал, ритм-гитара, соло-гитара, перкуссия
- Джош Хомме — барабаны, бас-гитара, бэк-вокал, ритм-гитара, перкуссия, пианино, слайд-бас
- Бэк-вокал: Кэрол Хеттчет, Кира Дакоста, Броди Даль, Ким Мартинелли, Кэт фон Ди и Эрин Смит

## Позиции в чартах
| Чарт (2008)            | Высшая позиция |
| ---------------------- | -------------- |
| Hot Modern Rock Tracks | 38             |